# You Are Empty
You Are Empty (с англ. — «Ты пустой») — компьютерная игра в жанре шутера от первого лица от украинских разработчиков Mandel ArtPlains и Digital Spray Studios.
В России и других странах СНГ игра вышла 27 октября 2006 года.

## Геймплей
Игрок ходит по локациям, убивает противников, решает простые задачи, вроде нахождения ключа для открытия нужной двери. Врагов в игре немного, но они очень разнообразны.
Враги могут сражаться друг с другом или действовать в команде: так например, сторожа очень эффективно атакуют вместе с собаками Павлова и курицами, а Чекисты и зомби-красноармейцы прикрывают идущих в атаку дорожных рабочих и пожарных — бойцов ближнего боя. Аналогичная боевая связка существует между Монтажниками, Сталеварами, Сварщиками и Кузнецами. А вот например, Сумасшедшие частенько дерутся с собаками и медсёстрами, нападают на сотрудников НКВД, это видно в самом начале игры, если выглянуть из окна больничной палаты.
В игре можно увидеть и подъезды городских окраин, и монументальные здания в центре города, с богато убранными помещениями, и дворики жилых домов с чугунными оградами. Игрок посетит кинотеатр, метро, заводы и фабрики, паровозоремонтное депо (с почти забытым поворотным кругом для локомотивов), оперный театр, колхозное хозяйство, канатную дорогу, даже больницу — все атрибуты послевоенного Советского Союза.

## Сюжет
Действие игры разворачивается в альтернативных 1950-х годах. После победы во Второй мировой войне, Советский Союз стал самой мощной державой в мире. Народ стремится к «светлому завтра», по всему СССР кипят стройки, а армия сильна как никогда.
Главный герой — советский офицер, живущий и несущий службу в этом городе. Однажды, возвращаясь домой, он попадает под машину и, в результате этого, впадает в кому. Пока он лежит в больнице без сознания, учёные начинают эксперимент Излучателя (устройство в виде гигантской башни). Однако эксперимент по непонятным причинам провалился. Излучение изменило людей вовсе не так, как предполагалось, и весь город был ввергнут в хаос. Большая часть жителей исчезла, остальные же превратились в мутантов, ставших единственными обитателями пустынных улиц. Вскоре, после катастрофы, протагонист приходит в себя в больнице. Ему повезло, с ним не произошла мутация. Он не умер и сохранил рассудок. Теперь ему, оставшемуся наедине с обезумевшими горожанами, предстоит пережить настоящий кошмар, разобраться и, по возможности, исправить случившееся.
В итоге главный герой доходит до Излучателя, где встречает учёного, который создал устройство (моменты его жизни были показаны в течение всей игры в видео-вставках) и стал с ним единым целым. Создатель говорит главному герою, что он и есть тот самый уникальный человек, который может изменить судьбу человечества, и предлагает ему отправиться в прошлое, чтоб предотвратить чудовищную ошибку и не допустить появления Преобразователя. Герой соглашается.
Время уходит вспять. Он просыпается в своей квартире. Теперь зная, что делать, он надевает мундир, берёт пистолет, и снова отправляется на встречу учёного с товарищем Сталиным (именно на этой встрече вождь дал «добро» на проведение эксперимента), на которой он присутствовал в тот день, когда впал в кому. Но на этот раз он убивает учёного, а его самого избивают солдаты. Судьба героя остаётся неизвестной, но человечество продолжило своё существование, как и было первоначально предначертано в настоящей вселенной.

## Отзывы критиков
| Сводный рейтинг    | Сводный рейтинг |
| Агрегатор          | Оценка          |
| ------------------ | --------------- |
| GameRankings       | 39,67 %         |
| Metacritic         | 34/100          |
| «Критиканство»     | 61/100          |
| Иноязычные издания |                 |
| Издание            | Оценка          |
| GameSpot           | 1,5/10          |

You Are Empty получила отрицательные отзывы, согласно агрегатору рецензий Metacritic.

## Награды
You Are Empty была признана лучшей игрой без издателя на Конференции разработчиков компьютерных игр 2003 года и лучшим дебютом на КРИ-2004. Также игра входила в число претендентов на призы конференции в 2005 году в категориях «Самый нестандартный проект», «Лучшая игровая графика» и «Лучшая технология».
На проходившей в октябре 2006 года 1-й выставке «Территория игр», организованной при участии журнала Gameplay, игра You Are Empty была награждена дипломом как «Лучший FPS».